# 에릭 웨이스타인
에릭 웨이스타인(Eric W. Weisstein)은 초장기 매스월드(MathWorld)의 전신이되는 "에릭의 수학 보물창고"(Eric's Treasure Trove of Mathematics)라는 이름의 사이트를 1995년 자신이 정리한 수학 내용을 인터넷 사이트에 올려 만든 개발자이다.

## 같이 보기
- 매스월드